# Azuragrion buchholzi
Azuragrion buchholzi – gatunek ważki z rodziny łątkowatych (Coenagrionidae). Występuje w Afryka Środkowej. Miejsce typowe to wyspa Bioko należąca do Gwinei Równikowej; stwierdzony został także w Gabonie i Kamerunie.